# Deseada (pollacra)
La pollacra Deseada va ser un vaixell mercant construït a Lloret de Mar pel mestre d'aixa Sebastià Pujol l'any 1839. Comandada pel capità Josep Esqueu i Vilallonga, de la qual n'era propietari, es dedicà al comerç marítim amb les Amèriques i la Mediterrània. Històricament, s'ha cregut que la pollacra va ser testimoni directe de la batalla naval de Navarino l'any 1827, però és molt probable que una altra embarcació comandada pel mateix capità, possiblement la pollacra Paloma, fos la que va trobar-se a prop de l'escenari. Venuda el 1855, va canviar el seu nom pel d'Antonieta i aparellada com a pollacra-goleta l'any 1862.

## Enllaços extersn
- Deseada - Registro de Matrícula de la Provincia Marítima de Barcelona[Enllaç no actiu]